# Avex presents 茅原実里の負けないラジオ
『avex presents 茅原実里の負けないラジオ』（えいべっくすぷれぜんつ ちはらみのりのまけないラジオ）は、文化放送で2005年5月5日〜2007年3月29日にかけて放送されたラジオ番組。

## 放送時間
- 毎週木曜日　25:00 - 25:30

## パーソナリティ
- 茅原実里 （声優・歌手）

## コーナー
- ゲストと勝負!くださいラジオ
リスナーから募集したお題でゲストと勝負し、茅原が勝てばプレゼントをもらい、負けた場合はゲストにご奉仕するというコーナー。

- avex modeインフォメーション

茅原実里がavexから出るDVDやCDなどを、役になりきって紹介するコーナー。ちなみにこのコーナーは、後続番組のavex presents 桃井はるこのニコニコRADIOのま〜インフォメーションに引き継がれている。過去に演じた役は次の通り。
?〜2006年10月頃 負けない愛の劇場 トラと女子高生編（トラが、女子高生に変身する話。後半は、最後に常識クイズが出題され、正解しなければ元の姿のトラに戻れないという設定だったが、最後まで不正解だったため、トラ君が元の姿に戻ることはなかった）。
11月：居酒屋のおかみ みのり（この居酒屋は、メニューとして、新鮮なavex modeインフォメーションを提供していたが、最後には、ビルの老朽化のため、店が立ち退き、修行の旅に出た）。
12月：ミノタ・クロース（どじなサンタクロースの役。プレゼントのavex modeインフォメーションを持ってくるも、毎回日を間違え、ついには、クリスマスが終わり、帰っていった）。
2007年1・2月：謎の占い師 ミノリータ・チハラ（前半は、終わりに靴を投げて占っていたが、後半は、毎回違う占いをしていた）
3月：先輩に気持ちとして、avex modeインフォメーションを言う後輩の役（名前なし）。

## 過去にあったコーナー
- お約束見つけました!

リスナーから自分が発見したお約束を送るコーナー。2006年11月ごろ終了

## 主題歌
- オープニングテーマ

負けない～一途バージョン〜／茅原実里
- エンディングテーマ

2006年10月頃より　Candy（bitter&sweet）／北条比奈（C.V.茅原実里）